# Ekkehard Fasser
Ekkehard Fasser, né le 3 septembre 1952 à Glaris et mort le 9 avril 2021, est un bobeur suisse.

## Carrière
Ekkehard Fasser devient champion du monde en bob à quatre en 1983, à Lake Placid aux États-Unis. Il est ensuite quatrième aux Jeux olympiques d'hiver de 1984 à Sarajevo en Yougoslavie. Fasser devient champion olympique de bob à quatre aux Jeux olympiques d'hiver de 1988 à Calgary au Canada avec Kurt Meier, Marcel Fässler et Werner Stocker,.

## Palmarès

### Jeux Olympiques
- : médaillé d'or en bob à 4 aux JO 1988.

### Championnats monde
- : médaillé d'or en bob à 4 aux championnats monde de 1983.

### Coupe du monde
- 2 globe de cristal non officiel : 
  - Vainqueur du classement bob à 4 en 1986.
  - Vainqueur du classement combiné en 1986.